# Clovia multisignata
Clovia multisignata är en insektsart som beskrevs av Gustav Breddin 1901. Clovia multisignata ingår i släktet Clovia och familjen spottstritar. Inga underarter finns listade i Catalogue of Life.